# Бийск (аэропорт)
Бийск — недействующий с 2009 года аэропорт, расположенный в 12 км к юго-востоку от города Бийск в Алтайском крае.
C 2009 года и по состоянию на март 2021 года регулярных авиарейсов не принимает. С 2013 года после закрытия метеостанции и пожарной части не имеет права принимать воздушные суда. Инфраструктура аэропорта, в частности радарное оборудование, в 2013—2014 годах частично демонтирована. Топливозаправочное оборудование практически полностью разрушено коррозией, нет водоснабжения. Территория практически не охраняется. Началось разграбление местными жителями и дачниками. Последний раз использовался в августе 2009 года для временного базирования авиации МЧС, участвующей в ликвидации последствий аварии на Саяно-Шушенской ГЭС.
Взлётно-посадочная полоса, рулежные дорожки, места стоянки воздушных судов в бийском аэропорту изношены до состояния, не способствующего безопасной эксплуатации, то есть требующие капитального ремонта. В 2008 году планировалось начать реконструкцию, после которой, по замыслу властей Алтайского края, аэропорт должен был бы обслуживать гостей туристической зоны «Бирюзовая Катунь» и игорной зоны «Сибирская монета» и получить возможность принимать самолёты всех классов. В августе 2013 года имущество аэропорта было передано в краевую собственность на основании договорённости между Росавиацией и губернатором Алтайского края. Новым сроком начала реконструкции аэропорта должен был стать 2014 год, а окончанием — 2016 год. Тем не менее по состоянию на 2022 год реконструкция не началась и не планируется.
В 2023 году госпакет акций (5,1 % уставного капитала) был выставлен на торги.

## Принимаемые воздушные суда
До прихода в упадок принимал воздушные суда третьего класса (Ан-2, Ан-24, Ан-26, Як-40, L-410) и вертолёты.

## Использование в ином качестве
В сентябре 1995 года в аэропорту Бийск проходил день отдыха для участников Мастер-Ралли 1995. Автомобили участников ралли располагались возле здания терминала. Самолёты, обслуживающие ралли, стояли непосредственно на взлётно-посадочной полосе.
В августе 2014 года на территории аэропорта прошёл второй этап автомобильного фестиваля скорости «Августовская жара – 2014».